# Stock (Motorradmarke)

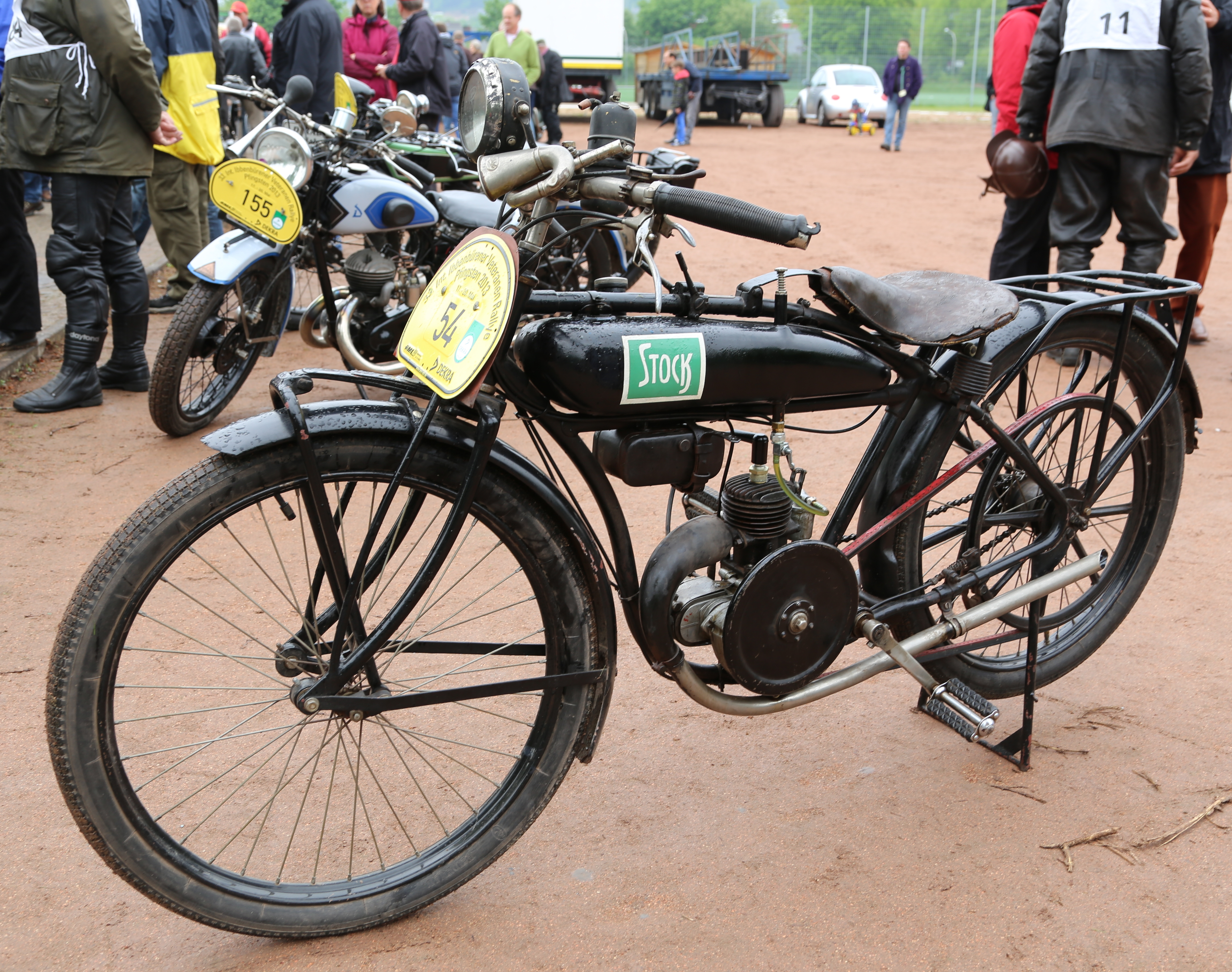
Stock-Motorrad von 1924

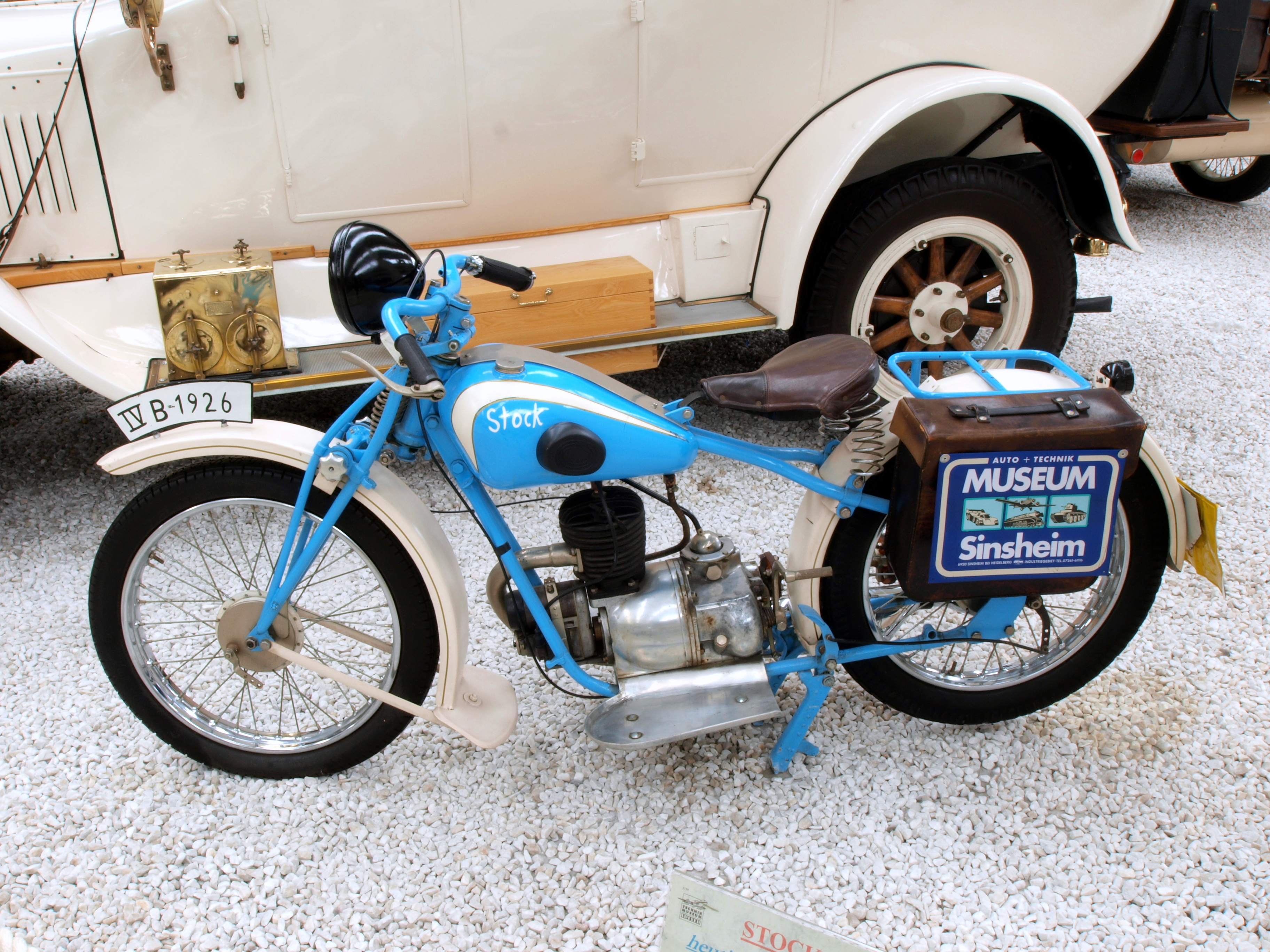
Stock-Motorrad von 1928

Stock ist eine historische Marke von Motorrädern aus Deutschland.

## Markengeschichte
Der erste Hersteller war die Stock Motorrad AG in Berlin, die später zum Kahn-Konzern gehörte. Als Adresse ist zunächst die Neue Königinstraße 63–65, die „Cöpenickerstrasse 48/49“ und später die Prinz-Albrecht-Straße 8 genannt. Darauf folgte die Stock Motorpflug AG, die anfangs in Berlin-Niederschöneweide und danach an der Berliner Straße 139 in Berlin-Johannisthal ansässig waren. Letzter Hersteller war die Stock-Motorradabteilung der Schnellpressen AG (heute Heidelberger Druckmaschinen) in Heidelberg. Die Produktion der Motorräder lief von 1924 bis 1933.

## Fahrzeuge
Das erste Modell hatte einen Motor mit 119 cm³ Hubraum. Die Basis war ein Motorrad der Marke Evans des US-amerikanischen Herstellers Cyclemotor Corporation aus Rochester im US-Bundesstaat New York. Mit diesem Modell wurden mehrere Weltrekorde aufgestellt.
Der Ingenieur Heuß entwarf eigene Motoren, die ab 1928 angeboten wurden. Genannt werden Zweitaktmotoren mit 173 cm³, 198 cm³, 246 cm³ und 298 cm³ Hubraum. Es waren Blockmotoren. Die Kraft wurde über eine Kardanwelle an das Hinterrad übertragen.